# Jane Auro Ekimat
Jane Auro Ekimat (* 12. Juni 1974) ist eine kenianische Marathonläuferin.

## Leben
Bei den Juniorinnenrennen der Crosslauf-Weltmeisterschaften wurde sie 1989 in Stavanger Fünfte und 1991 in Antwerpen Zweite. Beide Male gewann sie mit der Mannschaft Gold. 1994 stellte sie beim Halbmarathonbewerb des GutsMuths-Rennsteiglaufs mit 1:16:21 h den aktuellen Streckenrekord auf.
1999 wurde sie Zweite beim Berliner Halbmarathon. Im Jahr darauf belegte sie bei den Crosslauf-Weltmeisterschaften in Vilamoura auf der Kurzstrecke den 36. Platz. Bei der einmalig ausgetragenen Maratona dei Due Laghi wurde sie auf der Halbmarathonstrecke Zweite hinter Catherine Ndereba.
2002 siegte sie bei den 20 km von Almeirim, und 2003 wurde sie Vierte beim Udine-Halbmarathon und jeweils Dritte beim Lille-Halbmarathon und bei den 20 km von Paris. 2004 folgten einem Sieg beim Egmond-Halbmarathon dritte Plätze beim Prag-Halbmarathon und beim Turin-Marathon. Danach wurde sie Zweite beim Portugal-Halbmarathon und gewann den Venedig-Marathon.
2005 gewann sie den Humarathon, den Südtiroler Frühlings-Halbmarathon und den Taipei International Marathon, und 2006 siegte sie in Turin und verteidigte ihren Titel in Taipeh. 2007 wurde sie Zweite beim Hong Kong Marathon.
Jane Auro Ekimat ist mit ihrem Läuferkollegen Joseph Cheruiyot verheiratet und Mutter von drei Kindern.

## Persönliche Bestzeiten
- Halbmarathon: 1:10:18 h, 26. März 2000, Como
- Marathon: 2:30:56 h, 17. Dezember 2006, Taipeh